# Faye Bezemer
 (février 2019).
Si vous disposez d'ouvrages ou d'articles de référence ou si vous connaissez des sites web de qualité traitant du thème abordé ici, merci de compléter l'article en donnant les références utiles à sa vérifiabilité et en les liant à la section « Notes et références ».
Faye Bezemer, née le 1er août 2000 à Dordrecht,,, est une actrice, réalisatrice et scénariste néerlandaise.

## Filmographie

### Actrice

#### Cinéma et téléfilms
- 2017 : De Terugkeer van de Wespendief : Floor
- 2017 : Brugklas (nl) : Fay
- 2017-2019 : Goede tijden, slechte tijden : Lana Langeveld
- 2018 : Spangas : Lauren
- 2018 : No. 8739 :  Luna van der Laan

### Réalisatrice et scénariste
- 2018 : No. 8739